# Festival van San Remo 1956
Het Festival van San Remo 1956 was de zesde editie van de liedjeswedstrijd. De eerste twee plaatsen werden afgevaardigd voor de allereerste editie van het Eurovisiesongfestival.

## Finale
1. Aprite le finestre (Pinchi & Virgilio Panzuti) Franca Raimondi
2. Amami se vuoi (Mario Panzeri & Vittorio Mascheroni) Tonina Torrielli
3. La vita è un paradiso di bugie (Diego Calcagno & Nino Oliviero) Luciana Gonzales
4. Il cantico del cielo (Alberto Testa-Carlo Alberto Rossi) Tonina Torrielli
5. La colpa fu (Gippi-Luciano Beretta-Eros Sciorilli) Ugo Molinari
6. Il bosco innamorato (Gian Carlo Testoni-Gorni Kramer) Tonina Torrielli
7. Albero caduto (Fiorelli-Mario Ruccione) Ugo Molinari
8. Musetto (La più bella sei tu) (Domenico Modugno) Gianni Marzocchi
9. Nota per nota (Guido Viezzoli) Ugo Molinari
10. Due teste sul cuscino (Gian Carlo Testoni-Furio Rendine) Ugo Molinari

## Halvefinalisten
- Anima gemella (Gian Carlo Testoni-Carlo Alberto Rossi) Gianni Marzocchi & Clara Vincenzi
- È bello (Danpa-Vignali) Luciana Gonzales
- Ho detto al sole (Morbelli-Falco) Gianni Marzocchi
- Il trenino del destino (Cherubini-Schisa-Trama) Franca Raimondi
- Il trenino di latta verde (Gigante-Martelli-Neri) Clara Vincenzi
- Lucia e Tobia (Mario Panzeri-Giovanni D'Anzi) Gianni Marzocchi & Franca Raimondi
- Lui e lei (Simoni-Faccenna-Casini) Clara Vincenzi
- Parole e musica (Rastelli-Silvestri) Luciana Gonzales
- Qualcosa è rimasto (Pinchi-Spaggiari) Tonina Torrielli
- Sogni d'or (Costanzo-Maschio) Franca Raimondi & Clara Vincenzi

1951 · 1952 · 1953 · 1954 · 1955 · 1956 · 1957 · 1958 · 1959 · 1960 · 1961 · 1962 · 1963 · 1964 · 1965 · 1966 · 1967 · 1968 · 1969 · 1970 · 1971 · 1972 · 1973 · 1974 · 1975 · 1976 · 1977 · 1978 · 1979 · 1980 · 1981 · 1982 · 1983 · 1984 · 1985 · 1986 · 1987 · 1988 · 1989 · 1990 · 1991 · 1992 · 1993 · 1994 · 1995 · 1996 · 1997 · 1998 · 1999 · 2000 · 2001 · 2002 · 2003 · 2004 · 2005 · 2006 · 2007 · 2008 · 2009 · 2010 · 2011 · 2012 · 2013 · 2014 · 2015 · 2016 · 2017 · 2018 · 2019 · 2020 · 2021 · 2022 · 2023 · 2024 · 2025